# Дивизия ПВО

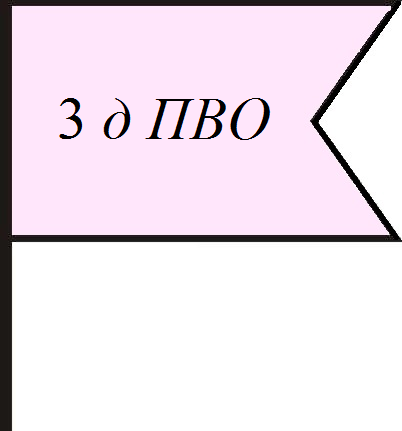
Условный знак дивизии ПВО на оперативно-тактическую карту.

Дивизия ПВО — основное тактическое формирование (соединение, дивизия) войск противовоздушной обороны (ПВО) РККА в ВС СССР.
Сокращённое действительное наименование применяемое в документах — д ПВО, с указанием войскового номера, например: 3 д ПВО.

## Назначение
Дивизия ПВО предназначена для прикрытия от ударов с воздуха важных направлений, районов и объектов страны, а также объектов и группировок вооруженных сил в пределах определённого района боевых действий. Свои задачи выполняет путём уничтожения средств воздушного нападения при их полёте к обороняемым объектам.

## Боевой состав дивизии ПВО
Боевой состав дивизии ПВО непостоянен, зависит от поставленной ей боевых задач, размеров прикрываемого района боевых действий, количества и важности находящихся в нём объектов, а также места дивизии в группировке сил и средств ПВО страны.
В 1940 году дивизия ПВО состояла из управления, двух полков зенитной артиллерии среднего калибра, дивизиона зенитной артиллерии малого калибра, полка зенитных пулемётов, полка прожекторов, дивизиона аэростатов заграждения, полка (в составе одного — двух батальонов) воздушного наблюдения, оповещения и связи и частей обслуживания. Всего в дивизии по штату полагалось 120 зенитных пушек среднего и 12 пушек малого калибра, 141 зенитный пулемёт, 144 прожектора и 81 аэростат заграждения. В годы Великой Отечественной войны и в послевоенный период вооружение и организационно-штатная структура дивизии ПВО совершенствовались.
В армиях ряда государств в дивизию ПВО входят зенитные, ракетные части (подразделения), части истребительной авиации и радиотехнических войск, части (подразделения) специальных войск, а также тыловые части (учреждения). Боевой состав, вооружение и техническое оснащение позволяют дивизии ПВО вести эффективную борьбу с воздушным противником.

## История создания
В Вооруженных силах СССР дивизии ПВО как тактические соединения были созданы в 1937 году. К началу Великой Отечественной войны состав Красной армии насчитывал две дивизии ПВО:
- 3-я дивизия ПВО (командир — генерал-майор артиллерии В. Г. Поздняков, сформирована 16.05.1938 года[1] на базе 2-й бригады ПВО; расформирована 15.10.1941 года Распоряжением ГШ КА).
- 4-я дивизия ПВО (командир — полковник Ф. Г. Янковский, сформирована 12.05.1941 года в районе города Львов Распоряжением Военного совета КОВО на базе частей ПВО; расформирована 19.09.1941 года Распоряжением ГШ КА.)

В ходе войны, после расформирования 3-й и 4-й дивизий ПВО 1-го формирования, в районе Воронежа вновь были сформированы:
- 3-я дивизия ПВО (31.10.1941 года 2-го формирования, сформирована 31.10.1941 года в районе города Воронеж Директивой Военного совета Юго-Западного фронта; расформирована 14.08.1942 года[2].
- 4-я дивизия ПВО (01.11.1941 2-го формирования; командир — полковник М. И. Удовыдченко,  с 3.4.1942 года полковник Н. А. Богун; Сформирована 01.10.1941 года в районе г. Воронеж Директивой Военного совета Юго-Западного фронта; расформирована 12.08.1942 года[2].

В районе города Куйбышев 2 ноября 1941 года была сформирована 5-я дивизия ПВО, которая просуществовала со 2 ноября по 9 декабря 1941 года (командир — подполковник Н. Ф. Курьянов, с 6.12.1941 года — полковник П. М. Бескровнов; сформирована 02.11.1941 года из частей ПВО; 09.12.1941 года переименована в Куйбышевский дивизионный район ПВО.
К середине августа 1942 года управления 3-й и 4-й дивизий ПВО были расформированы, а их части переданы во вновь созданные дивизионные районы ПВО. До весны 1944 года дивизий ПВО в составе Красной армии не было. С 31 марта по 9 мая 1944 года действовавшие на тот период времени дивизионные районы ПВО были переименованы в дивизии ПВО. В дальнейшем, вплоть до апреля 1945 года, дивизии ПВО продолжали формироваться.
Всего в Великой Отечественной и советско-японской войнах приняло участие 26 дивизий ПВО, из которых 81-я дивизия ПВО, сформированная 9 мая 1944 года, была переименована 15 августа 1944 г. в 90-ю дивизию ПВО. Все эти соединения имели в действительных наименованиях войсковые номера с 77-го по 88-й, а также 90-й, 95-й, 96-й и 99-й, соответственно им они ниже перечислены:
- 77-я дивизия ПВО
- 78-я дивизия ПВО
- 79-я дивизия ПВО
- 80-я дивизия ПВО
- 81-я дивизия ПВО
- 82-я дивизия ПВО
- 83-я дивизия ПВО
- 84-я дивизия ПВО
- 85-я дивизия ПВО
- 86-я дивизия ПВО
- 87-я дивизия ПВО
- 88-я дивизия ПВО
- 90-я дивизия ПВО
- 95-я дивизия ПВО
- 96-я дивизия ПВО
- 99-я дивизия ПВО